# Parafia św. Stanisława Biskupa Męczennika w Ostrówkach
Parafia św. Stanisława Biskupa Męczennika – parafia rzymskokatolicka w Ostrówkach.
Parafia erygowana w 1659 roku. Obecny kościół został wybudowany w 1743 roku kosztem ks. Andrzeja Woszczarskiego, konsekrowany przez ks. bp. Franciszka Antoniego Kobielskiego, bp. łuckiego. 
Terytorium parafii obejmuje: Aleksandrówkę, Ostrówki oraz Wólka Łózecka.